# 훙더우탕

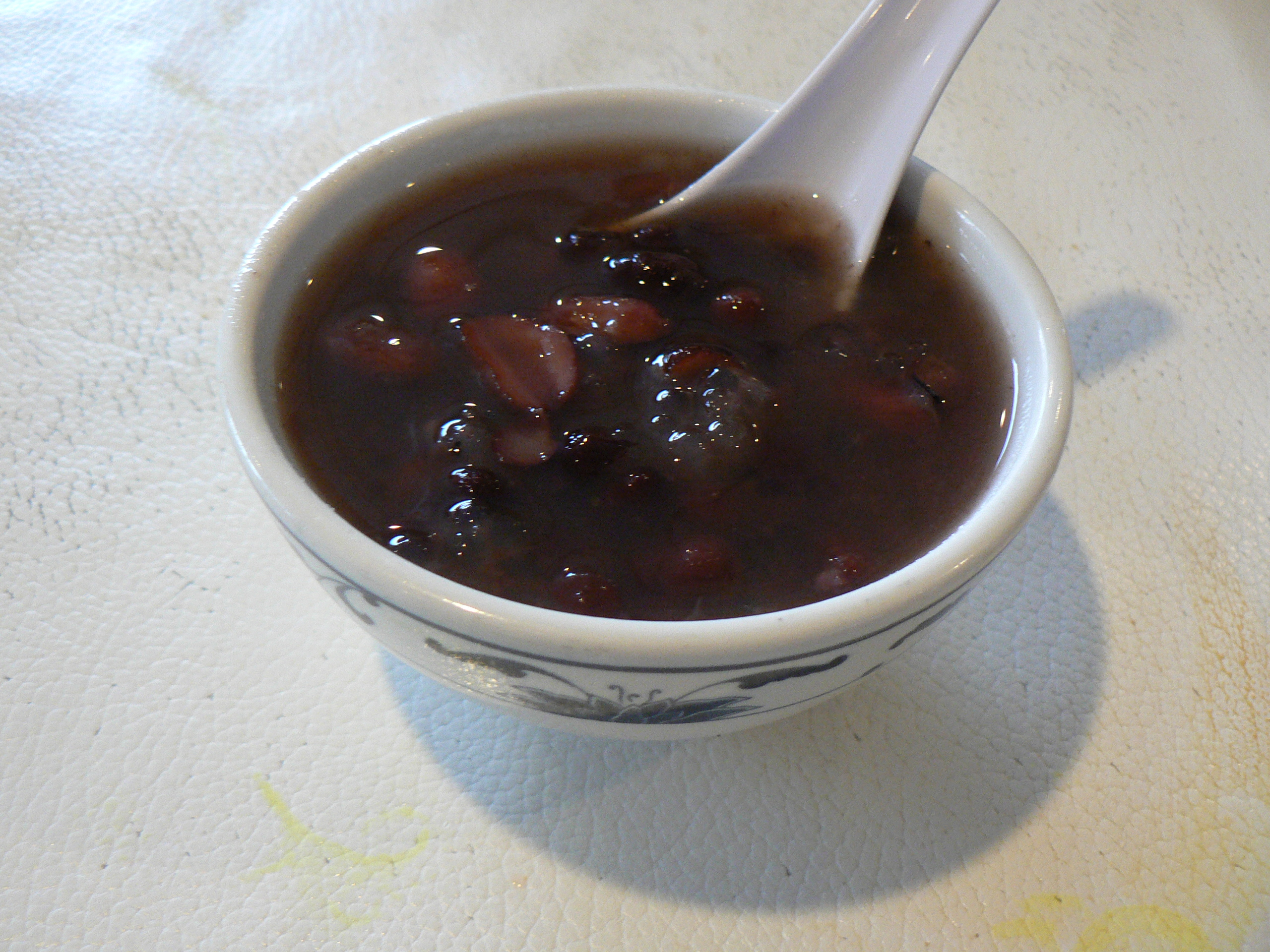
중국의 팥죽 '훙더우탕'

훙더우탕(중국어 간체자: 红豆汤, 정체자: 紅豆湯)은 따뜻하고 달콤한 국물 요리를 뜻하는 '탕수이(糖水 , tángshuǐ)'의 한 종류로 분류된다. 훙더우탕은 겨울에는 따뜻하게 먹지만, 여름에는 간혹 차갑게 먹기도 하며 남은 훙더우탕을 얼렸다가 아이스크림처럼 먹기도 한다. 훙더우탕은 담는 그릇은 일본의 시루코를 담는 그릇보다 얕은 편이다.
광둥요리에서는 훙다우사(광둥어: 紅豆沙)라 부르며, 저녁식사 후 주로 먹는 디저트 중의 하나이다. 대부분 별다른 첨가물 없이 제공하지만, 야자수나무 열매에서 녹말을 뽑아내어 만드는 '사고'와 함께 제공하기도 한다. 팥죽에 넣는 감미료로는 편당(片糖) 또는 돌설탕(rock sugar)을 이용한다.

## 비슷한 음식
한국의 팥죽처럼 쌀을 넣고 끓인 음식은 훙더우저우라 부른다.

## 같이 보기
- 팥죽
- 시루코